# Tatshenshini River
Der Tatshenshini River („Shäwshe Chù“ oder Tat) ist ein etwa 150 km langer linker Nebenfluss des Alsek River in Kanada, im südwestlichen Yukon und nordwestlichen British Columbia.

## Flusslauf
Der Tatshenshini River ist einer der wenigen Flüsse, die in ostwestlicher Richtung durch die Saint Elias Mountains fließen. In British Columbia fließt er durch den Tatshenshini-Alsek Provincial Wilderness Park. Nach der Mündung in den Alsek River fließt dieser in Alaska in die Dry Bay, eine Bucht des Pazifischen Ozeans. Der Tatshenshini ist ein bekannter Fluss für Raftingtouren. Mehrere Gletscher des bis zu 5000 m hohen Küstengebirges reichen bis zum Flussufer. Am Pegel 08AC002 (⊙) nahe Dalton Post beträgt der mittlere Abfluss 29 m³/s.

## Geschichte und Entdeckung
Die Umgebung des Tatshenshini River war ursprünglich von den Tlingit-Indianern besiedelt, erste europäisch-stämmige Amerikaner kamen erst zur Zeit des Klondike-Goldrauschs Ende des 19. Jahrhunderts in die Gegend. Das heute aufgelassene Dalton Post, eine Station des historischen Dalton Trail am Oberlauf des Tatshenshini, war die bisher einzige Siedlung am Fluss. Nur der Haines Highway von Haines nach Haines Junction überquert den Oberlauf des Flusses. Unmittelbar an der Mündung in die Dry Bay wird im Sommer eine Fischfabrik betrieben, einige Fisch- und Jagdcamps befinden sich ebenfalls im Mündungsbereich.

## Flora und Fauna
Tatshenshini und Alsek fließen in British Columbia auf kanadischer Seite durch das Naturreservat Tatshenshini-Alsek Provincial Wilderness Park. Der im Park befindliche Windy Craggy Mountain wird wegen vermuteter hoher Kupfervorkommen auch „Kupferberg“ genannt. Es existieren Pläne zum Abbau der Bodenschätze im Park, Umweltschützer engagieren sich konsequent gegen die Minenpläne.
Der Hauptfisch ist der Lachs; mehrere Arten ziehen durch den relativ kurzen Fluss zu den Laichplätzen in den Oberläufen. Als Säugetiere finden sich Grizzlybär, Elch und Baumstachler am Flussufer. Der Weißkopfseeadler nistet zahlreich in der Region. Der Wald wird von kanadischer Fichte und Jeffrey-Kiefern beherrscht.